# Campeonato Europeo de Natación de 2006
El XXVIII Campeonato Europeo de Natación se celebró en  Budapest (Hungría) entre el 26 de julio y el 6 de agosto de 2006 bajo la organización de la Liga Europea de Natación (LEN) y la Asociación Húngara de Natación.
Se realizaron competiciones de natación, natación sincronizada, saltos y natación en aguas abiertas. Las sedes por especialidad fueron:
- Complejo Acuático Alfréd Hajós: natación, natación sincronizada y saltos.
- Lago Balatón: natación en aguas abiertas.

## Resultados de natación

### Masculino
| Evento                    | Oro                                                                                              | Plata                                                                             | Bronce                                                                                       |
| ------------------------- | ------------------------------------------------------------------------------------------------ | --------------------------------------------------------------------------------- | -------------------------------------------------------------------------------------------- |
| 50 m libre (06.08)        | Bartosz Kizierowski · Polonia · 21,88                                                            | Olexandr Volynets · Ucrania · 21,94                                               | Duje Draganja · Croacia · 22,14                                                              |
| 100 m libre (04.08)       | Filippo Magnini · Italia · 48,79                                                                 | Stefan Nystrand · Suecia · 48,91                                                  | Pieter van den Hoogenband · Países Bajos · 48,94                                             |
| 200 m libre (02.08)       | Pieter van den Hoogenband · Países Bajos · 1:45,65                                               | Massimiliano Rosolino · Italia · 1:47,02                                          | Filippo Magnini · Italia · 1:47,57                                                           |
| 400 m libre (31.07)       | Yuri Prilukov · Rusia · 3:45,73                                                                  | Massimiliano Rosolino · Italia · 3:46,87                                          | Nicolas Rostoucher Francia 3:47,04                                                           |
| 1500 m libre (04.08)      | Yuri Prilukov · Rusia · 14:51,93                                                                 | Sébastien Rouault Francia 14:55,73                                                | Nicolas Rostoucher Francia 15:01,82                                                          |
| 50 m espalda (03.08)      | Helge Meeuw · Alemania · 25,06                                                                   | Aristidis Grigoriadis · Grecia · 25,14                                            | Matthew Clay Reino Unido 25,15                                                               |
| 100 m espalda (01.08)     | Arkadi Viachanin · Rusia · 53,50                                                                 | Markus Rogan · Austria · 54,07                                                    | Aristidis Grigoriadis · Grecia · 54,34                                                       |
| 200 m espalda (05.08)     | Arkadi Viachanin · Rusia · 1:55,44 (RE)                                                          | László Cseh · Hungría · 1:56,59                                                   | Răzvan Florea · Rumania · 1:57,83                                                            |
| 50 m braza (05.08)        | Oleg Lisogor · Ucrania · Alessandro Terrin · Italia · 27,48                                      | —                                                                                 | Matjaž Markič Eslovenia 27,87                                                                |
| 100 m braza (01.08)       | Roman Sludnov · Rusia · 1:00,61                                                                  | Alexander Dale Oen · Noruega · 1:00,63                                            | Oleg Lisogor · Ucrania · 1:00,64                                                             |
| 200 m braza (03.08)       | Sławomir Kuczko · Polonia · 2:12,12                                                              | Paolo Bossini · Italia · 2:12,35                                                  | Kristopher Gilchrist Reino Unido 2:13,21                                                     |
| 50 m mariposa (01.08)     | Serhi Breus · Ucrania · 23,41                                                                    | Duje Draganja · Croacia · 23,62                                                   | Jakob Andkjær · Dinamarca · Andri Serdinov · Ucrania · 23,77                                 |
| 100 m mariposa (05.08)    | Andri Serdinov · Ucrania · 51,95                                                                 | Amaury Leveaux Francia 52,76                                                      | Nikolai Skvortsov · Rusia · 52,96                                                            |
| 200 m mariposa (03.08)    | Paweł Korzeniowski · Polonia · 1:55,04                                                           | Ioannis Drymonakos · Grecia · 1:57,03                                             | Nikolai Skvortsov · Rusia · 1:57,12                                                          |
| 200 m estilos (02.08)     | László Cseh · Hungría · 1:58,17                                                                  | Alessio Boggiatto · Italia · 2:00,14                                              | Tamás Kerékjártó · Hungría · 2:00,17                                                         |
| 400 m estilos (06.08)     | László Cseh · Hungría · 4:09,86                                                                  | Luca Marin · Italia · 4:14,15                                                     | Alessio Boggiatto · Italia · 4:16,34                                                         |
| 4 × 100 m libre (31.07)   | Alessandro Calvi · Christian Galenda · Lorenzo Vismara · Filippo Magnini · Italia · 3:15,23      | Yevgueni Lagunov · Andrei Grechin · Ivan Usov · Andrei Kapralov · Rusia · 3:16,47 | Alain Bernard Grégory Mallet Fabien Gilot Amaury Leveaux Francia 3:16,53                     |
| 4 × 200 m libre (05.08)   | Massimiliano Rosolino · David Berbotto · Nicola Cassio · Filippo Magnini · Italia · 7:09,60 (RE) | David Carry Simon Burnett Andrew Hunter Ross Davenport Reino Unido 7:11,63        | Andreas Zísimos · Yeoryos Demetis · Dimitrios Manganás · Nikólaos Xyluris · Grecia · 7:16,67 |
| 4 × 100 m estilos (06.08) | Arkadi Viachanin · Roman Sludnov · Nikolai Skvortsov · Andrei Kapralov · Rusia · 3:34,93         | Andri Oleinyk · Oleg Lisogor · Andri Serdinov · Yuri Yehoshin · Ucrania · 3:36,21 | Liam Tancock James Gibson Todd Cooper Simon Burnett Reino Unido 3:36,61                      |

- RE – Récord europeo

### Femenino
| Evento                    | Oro                                                                                         | Plata                                                                                         | Bronce                                                                                  |
| ------------------------- | ------------------------------------------------------------------------------------------- | --------------------------------------------------------------------------------------------- | --------------------------------------------------------------------------------------- |
| 50 m libre (06.08)        | Britta Steffen · Alemania · 24,72                                                           | Therese Alshammar · Suecia · 24,87                                                            | Marleen Veldhuis · Países Bajos · 24,89                                                 |
| 100 m libre (02.08)       | Britta Steffen · Alemania · 53,30 (RM)                                                      | Marleen Veldhuis · Países Bajos · 54,32                                                       | Neri Nianguara · Grecia · 54,48                                                         |
| 200 m libre (05.08)       | Otylia Jędrzejczak · Polonia · 1:57,25                                                      | Annika Liebs · Alemania · 1:57,48                                                             | Laure Manaudou Francia 1,58,38                                                          |
| 400 m libre (06.08)       | Laure Manaudou Francia 4:02,13 (RM)                                                         | Joanne Jackson Reino Unido 4:07,76                                                            | Caitlin McClatchey Reino Unido 4:08,13                                                  |
| 800 m libre (02.08)       | Laure Manaudou Francia 8:19,29 (RE)                                                         | Rebecca Adlington Reino Unido 8:27,88                                                         | Rebecca Cooke Reino Unido 8:28,40                                                       |
| 50 m espalda (05.08)      | Janine Pietsch · Alemania · 28,36                                                           | Aliaxandra Herasimenia · Bielorrusia · 28,72                                                  | Antje Buschschulte · Alemania · 28,73                                                   |
| 100 m espalda (03.08)     | Laure Manaudou Francia 1:00,88                                                              | Antje Buschschulte · Alemania · 1:01,40                                                       | Janine Pietsch · Alemania · 1:01,55                                                     |
| 200 m espalda (02.08)     | Esther Baron Francia 2:10,07                                                                | Iryna Amshennikova · Ucrania · 2:12,13                                                        | Melanie Marshall Reino Unido 2:12,17                                                    |
| 50 m braza (06.08)        | Yelena Bogomazova · Rusia · 31,69                                                           | Kate Haywood Reino Unido 31,71                                                                | Ágnes Kovács · Hungría · 31,95                                                          |
| 100 m braza (02.08)       | Anna Jlistunova · Ucrania · 1:07,55                                                         | Kirsty Balfour Reino Unido 1:07,95                                                            | Ágnes Kovács · Hungría · 1:08,60                                                        |
| 200 m braza (04.08)       | Kirsty Balfour Reino Unido 2:25,66                                                          | Yuliya Pidlisna · Ucrania · 2:28,42                                                           | Ágnes Kovács · Hungría · 2:28,90                                                        |
| 50 m mariposa (01.08)     | Therese Alshammar · Suecia · 26,06                                                          | Anna-Karin Kammerling · Suecia · 26,23                                                        | Chantal Groot · Países Bajos · 26,49                                                    |
| 100 m mariposa (04.08)    | Inge Dekker · Países Bajos · 58,35                                                          | Martina Moravcová · Eslovaquia · 58,98                                                        | Alena Popchanka Francia 59,06                                                           |
| 200 m mariposa (06.08)    | Otylia Jędrzejczak · Polonia · 2:07,09                                                      | Francesca Segat · Italia · 2:08,96                                                            | Caterina Giacchetti · Italia · 2:09,01                                                  |
| 200 m estilos (03.08)     | Laure Manaudou Francia 2:12,69                                                              | Katarzyna Baranowska · Polonia · 2:13,36                                                      | Alessia Filippi · Italia · 2:13,75                                                      |
| 400 m estilos (31.07)     | Alessia Filippi · Italia · 4:35,80                                                          | Nicole Hetzer · Alemania · 4:37,97                                                            | Katarzyna Baranowska · Polonia · 4:40,02                                                |
| 4 × 100 m libre (31.07)   | Petra Dallmann · Daniela Götz · Britta Steffen · Annika Liebs · Alemania · 3:35,22 (RM)     | Inge Dekker · Marleen Veldhuis · Ranomi Kromowidjojo · Chantal Groot · Países Bajos · 3:37,04 | Alena Popchanka Aurore Mongel Céline Couderc Malia Metella Francia 3:38,83              |
| 4 × 200 m libre (03.08)   | Petra Dallmann · Daniela Samulski · Britta Steffen · Annika Liebs · Alemania · 7:50,82 (RM) | Otylia Jędrzejczak · Joanna Budzis · Agata Zwiejska · Paulina Barzycka · Polonia · 7:56,32    | Alena Popchanka Sophie Huber Aurore Mongel Laure Manaudou Francia 7:56,44               |
| 4 × 100 m estilos (06.08) | Melanie Marshall Kirsty Balfour Terri Dunning Francesca Halsall Reino Unido 4:02,24         | Antje Buschschulte · Sarah Poewe · Annika Mehlhorn · Britta Steffen · Alemania · 4:02,35      | Laure Manaudou Anne-Sophie Le Paranthoën Alena Popchanka Céline Couderc Francia 4:03,64 |

- RE – Récord europeo
- RM – Récord mundial

### Medallero
| Núm. | País         | Oro | Plata | Bronce | Total |
| ---- | ------------ | --- | ----- | ------ | ----- |
| 1    | Rusia        | 7   | 1     | 2      | 10    |
| 2    | Alemania     | 6   | 4     | 2      | 12    |
| 3    | Italia       | 5   | 6     | 4      | 15    |
| 4    | Polonia      | 5   | 2     | 1      | 8     |
| 5    | Francia      | 5   | 2     | 8      | 15    |
| 6    | Ucrania      | 4   | 4     | 2      | 10    |
| 7    | Reino Unido  | 2   | 5     | 6      | 13    |
| 8    | Países Bajos | 2   | 2     | 3      | 7     |
| 9    | Hungría      | 2   | 1     | 4      | 7     |
| 10   | Suecia       | 1   | 3     | 0      | 4     |
| 11   | Grecia       | 0   | 2     | 3      | 5     |
| 12   | Croacia      | 0   | 1     | 1      | 2     |
| 13   | Austria      | 0   | 1     | 0      | 1     |
| 13   | Bielorrusia  | 0   | 1     | 0      | 1     |
| 13   | Eslovaquia   | 0   | 1     | 0      | 1     |
| 13   | Noruega      | 0   | 1     | 0      | 1     |
| 17   | Dinamarca    | 0   | 0     | 1      | 1     |
| 17   | Eslovenia    | 0   | 0     | 1      | 1     |
| 17   | Rumania      | 0   | 0     | 1      | 1     |
|      | TOTAL        | 39  | 37    | 39     | 115   |

## Resultados de saltos

### Masculino
| Evento                          | Oro                                                    | Plata                                          | Bronce                                                     |
| ------------------------------- | ------------------------------------------------------ | ---------------------------------------------- | ---------------------------------------------------------- |
| Trampolín 1 m (02.08)           | Joona Puhakka · Finlandia · 425,00 pts.                | Alexandr Dobroskok · Rusia · 416,60 pts.       | Christopher Sacchin · Italia · 415,70 pts.                 |
| Trampolín 3 m (04.08)           | Dmitri Sautin · Rusia · 496,10                         | Alexandr Dobroskok · Rusia · 479,95            | Joona Puhakka · Finlandia · 464,60                         |
| Plataforma 10 m (06.08)         | Gleb Galperin · Rusia · 472,90                         | Heiko Meyer · Alemania · 459,45                | Konstiantyn Miliayev · Ucrania · 436,50                    |
| Trampolín 3 m sincro. (03.08)   | Tobias Schellenberg · Andreas Wels · Alemania · 403,86 | Dmitri Sautin · Yuri Kunakov · Rusia · 401,46  | Nicola Marconi · Tommaso Marconi · Italia · 394,68         |
| Plataforma 10 m sincro. (05.08) | Dmitri Dobroskok · Gleb Galperin · Rusia · 469,38      | Heiko Meyer · Sascha Klein · Alemania · 447,96 | Michele Benedetti · Francesco Dell’Uommo · Italia · 435,12 |

### Femenino
| Evento                          | Oro                                                  | Plata                                                 | Bronce                                                 |
| ------------------------------- | ---------------------------------------------------- | ----------------------------------------------------- | ------------------------------------------------------ |
| Trampolín 1 m (01.08)           | Anna Lindberg · Suecia · 291,90                      | Ditte Kotzian · Alemania · 279,30                     | Maria Marconi · Italia · 265,35                        |
| Trampolín 3 m (05.08)           | Anna Lindberg · Suecia · 330,60                      | Ditte Kotzian · Alemania · 324,90                     | Nóra Barta · Hungría · 319,85                          |
| Plataforma 10 m (03.08)         | Yulia Prokopchuk · Ucrania · 338,00                  | Anja Richter · Austria · 332,35                       | Christin Steuer · Alemania · 330,40                    |
| Trampolín 3 m sincro. (06.08)   | Natalia Umiskova · Nedezhna Bazhina · Rusia · 314,55 | Heike Fischer · Ditte Kotzian · Alemania · 298,68     | Olena Fedorova · Kristina Ishchenko · Ucrania · 292,17 |
| Plataforma 10 m sincro. (04.08) | Anett Gamm · Nora Subschinski · Alemania · 325,92    | Natalia Goncharova · Yulia Koltunova · Rusia · 306,24 | Yulia Prokopchuk · Katerina Zhuk · Ucrania · 297,21    |

### Medallero
| Núm. | País      | Oro | Plata | Bronce | Total |
| ---- | --------- | --- | ----- | ------ | ----- |
| 1    | Rusia     | 4   | 4     | 0      | 8     |
| 2    | Alemania  | 2   | 5     | 1      | 8     |
| 3    | Suecia    | 2   | 0     | 0      | 2     |
| 4    | Ucrania   | 1   | 0     | 3      | 4     |
| 5    | Finlandia | 1   | 0     | 1      | 2     |
| 6    | Austria   | 0   | 1     | 0      | 1     |
| 7    | Italia    | 0   | 0     | 4      | 4     |
| 8    | Hungría   | 0   | 0     | 1      | 1     |
|      | TOTAL     | 10  | 10    | 10     | 30    |

## Resultados de natación en aguas abiertas

### Masculino
| Evento        | Oro                                | Plata                                              | Bronce                                |
| ------------- | ---------------------------------- | -------------------------------------------------- | ------------------------------------- |
| 5 km (27.07)  | Thomas Lurz · Alemania · 56:00,1   | Christian Hein · Alemania · 56:01,1                | Simone Ercoli · Italia · 56:01,8      |
| 10 km (26.07) | Thomas Lurz · Alemania · 1:58:12,1 | Maarten van der Weijden · Países Bajos · 1:58:13,5 | Christian Hein · Alemania · 1:58:16,6 |
| 25 km (29.07) | Gilles Rondy Francia 5:10:17,3     | Anton Sanachev · Rusia · 5:10:18,2                 | Stéphane Gomez Francia 5:10:19,3      |

### Femenino
| Evento        | Oro                                        | Plata                               | Bronce                                                                 |
| ------------- | ------------------------------------------ | ----------------------------------- | ---------------------------------------------------------------------- |
| 5 km (26.07)  | Ekaterina Seliverstova · Rusia · 1:01:50,8 | Cathi Dietrich Francia 1:01:52,3    | Jana Pechanová · República Checa · Larisa Ilchenko · Rusia · 1:01:52,4 |
| 10 km (27.07) | Angela Maurer · Alemania · 2:07:10,8       | Rita Kovács · Hungría · 2:07:14,3   | Jana Pechanová · República Checa · 2:07:15,6                           |
| 25 km (30,07) | Angela Maurer · Alemania · 5:35:19,1       | Natalia Pankina · Rusia · 5:35:25,1 | Stefanie Biller · Alemania · 5:35:29,5                                 |

### Medallero
| Núm. | País            | Oro | Plata | Bronce | Total |
| ---- | --------------- | --- | ----- | ------ | ----- |
| 1    | Alemania        | 4   | 1     | 2      | 7     |
| 2    | Rusia           | 1   | 2     | 1      | 4     |
| 3    | Francia         | 1   | 1     | 1      | 3     |
| 4    | Hungría         | 0   | 1     | 0      | 1     |
| 4    | Países Bajos    | 0   | 1     | 0      | 1     |
| 6    | República Checa | 0   | 0     | 2      | 2     |
| 7    | Italia          | 0   | 0     | 1      | 1     |
|      | TOTAL           | 6   | 6     | 7      | 19    |

## Resultados de natación sincronizada
| Evento                    | Oro | Plata | Bronce |
| ------------------------- | --- | --- | --- |
| Solo (29.07)              | Natalia Ishchenko · Rusia · 98,400 pts. | Gemma Mengual · España · 97,700 pts. | Natalia Anthopuolou · Grecia · 93,900 pts. |
| Dúo (30,07)               | Anastasia Davidova · Anastasia Ermakova · Rusia · 98,800 | Gemma Mengual · Paola Tirados · España · 97,500 | Eleftheria Ftouli · Evanthia Makrygianni · Grecia · 94,000 |
| Equipo (30,07)            | Maria Gromova · Natalia Ishchenko · Elvira Jasianova · Olga Kuzhela · Anna Nasekina · Yelena Ovchinnikova · Svetlana Romashina · Anna Shorina · Rusia · 98,800                                           | Alba María Cabello · Raquel Corral · Andrea Fuentes · Tina Fuentes · Laura López · Gisela Morón · Irina Rodríguez · Paola Tirados · España · 97,300                                   | Elisa Bozzo · Alessia Bigi · Manila Flamini · Benedetta Re · Dalila Schiesaro · Sara Sgarzi · Virna Taccone · Federica Tommasi · Italia · 93,600                                            |
| Combinación libre (30,07) | Anastasia Davidova · Anastasia Ermakova · Maria Gromova · Natalia Ishchenko · Elvira Jasianova · Olga Kuzhela · Anna Nasekina · Yelena Ovchinnikova · Svetlana Romashina · Anna Shorina · Rusia · 97,900 | Alba María Cabello · Raquel Corral · Andrea Fuentes · Tina Fuentes · Thais Henríquez · Laura López · Gemma Mengual · Gisela Morón · Irina Rodríguez · Paola Tirados · España · 95,900 | Alessia Bigi · Elisa Bozzo · Manila Flamini · Francesca Gangemi · Mariangela Perrupato · Benedetta Re · Dalila Schiesaro · Sara Sgarzi · Virna Taccone · Federica Tommasi · Italia · 93,600 |

### Medallero
| Núm. | País   | Oro | Plata | Bronce | Total |
| ---- | ------ | --- | ----- | ------ | ----- |
| 1    | Rusia  | 4   | 0     | 0      | 4     |
| 2    | España | 0   | 4     | 0      | 4     |
| 3    | Grecia | 0   | 0     | 2      | 2     |
| 3    | Italia | 0   | 0     | 2      | 2     |
|      | TOTAL  | 4   | 4     | 4      | 12    |

## Medallero total
| Núm. | País            | Oro | Plata | Bronce | Total |
| ---- | --------------- | --- | ----- | ------ | ----- |
| 1    | Rusia           | 16  | 7     | 3      | 26    |
| 2    | Alemania        | 12  | 10    | 5      | 27    |
| 3    | Francia         | 6   | 3     | 9      | 18    |
| 4    | Italia          | 5   | 6     | 11     | 22    |
| 5    | Ucrania         | 5   | 4     | 5      | 14    |
| 6    | Polonia         | 5   | 2     | 1      | 8     |
| 7    | Suecia          | 3   | 3     | 0      | 6     |
| 8    | Reino Unido     | 2   | 5     | 6      | 13    |
| 9    | Países Bajos    | 2   | 3     | 3      | 8     |
| 10   | Hungría         | 2   | 2     | 5      | 9     |
| 11   | Finlandia       | 1   | 0     | 1      | 2     |
| 12   | España          | 0   | 4     | 0      | 4     |
| 13   | Grecia          | 0   | 2     | 5      | 7     |
| 14   | Austria         | 0   | 2     | 0      | 2     |
| 15   | Croacia         | 0   | 1     | 1      | 2     |
| 16   | Bielorrusia     | 0   | 1     | 0      | 1     |
| 16   | Eslovaquia      | 0   | 1     | 0      | 1     |
| 16   | Noruega         | 0   | 1     | 0      | 1     |
| 19   | República Checa | 0   | 0     | 2      | 2     |
| 20   | Dinamarca       | 0   | 0     | 1      | 1     |
| 20   | Eslovenia       | 0   | 0     | 1      | 1     |
| 20   | Rumania         | 0   | 0     | 1      | 1     |
|      | TOTAL           | 59  | 57    | 60     | 176   |